# Stellungsregler

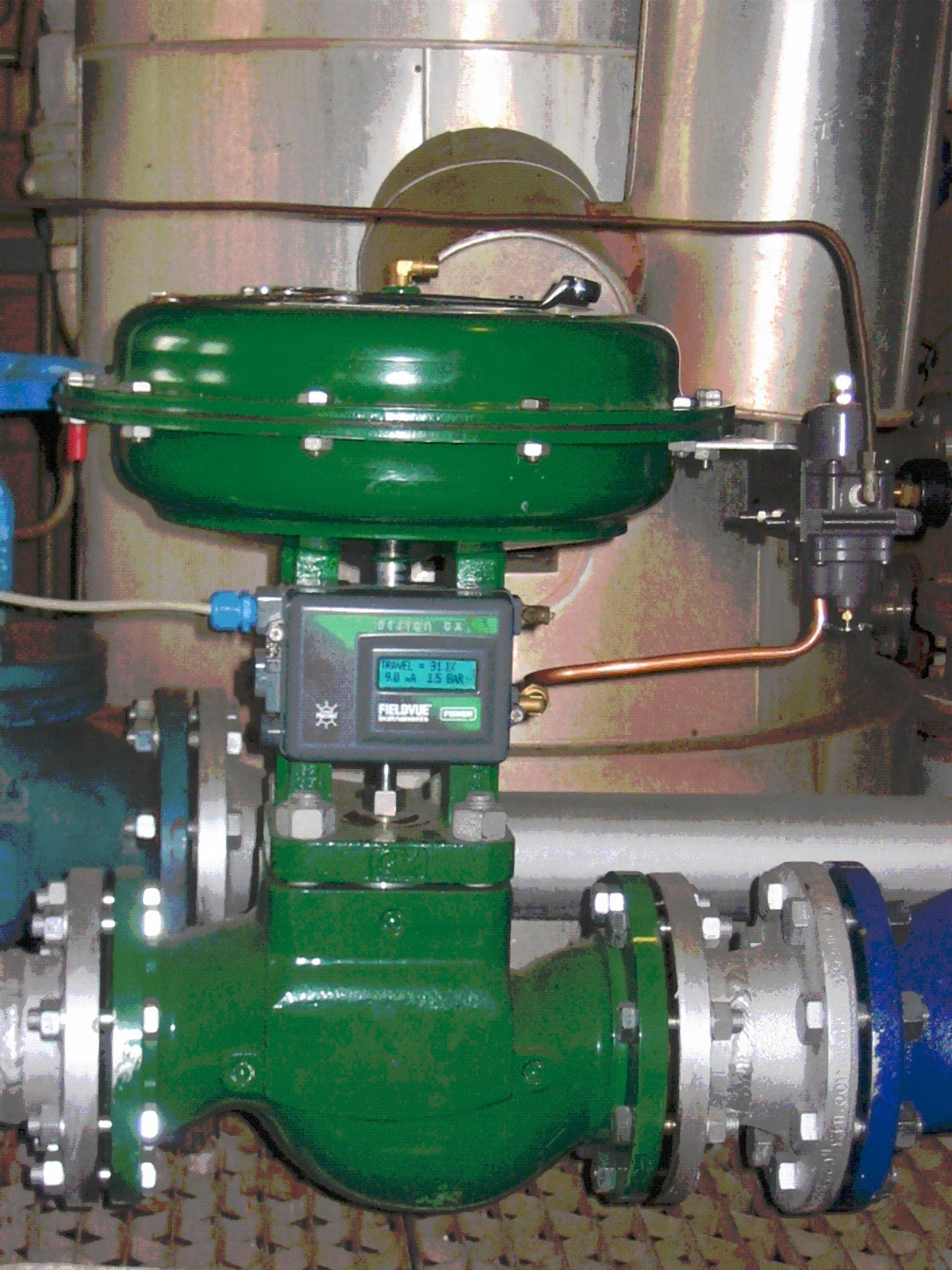
Regelventil mit pneumatischem Antrieb und Stellungsregler

Ein Stellungsregler (engl. positioner) erhält (z. B. von einem übergeordneten Regler) das Stellsignal in Form eines Einheitssignals (z. B. 4–20 mA) und setzt dieses vor Ort um. Durch eine mechanische Rückführung der momentanen Position des Stellhubes können störende Einflüsse wie Schwankungen in Betriebsdruck oder Stellenergie selbständig ausgeregelt werden. Das Stellglied ist oft ein Stellventil (Regelventil). Die Hilfsenergie kann auch über Druckluft oder Hydraulikflüssigkeit bereitgestellt werden. 

## Aufbau
Die (Fern)Steuerung eines Ventils geschieht in der Regel über einen Stellantrieb (Aktuator). In der Prozessautomatisierung werden hierzu oft pneumatische oder hydraulische Antriebe eingesetzt. Der Stellungsregler wandelt das Eingangssignal (elektrisch oder pneumatisch) in ein entsprechendes Ausgangssignal um, das die Soll-Position bestimmt. Kennzeichnend für einen Stellungsregler ist die Stellungsrückmeldung, die dazu dient, die Ist-Position zu bestimmen und eine mögliche Differenz nachzuregeln.

## Arten von Stellungsreglern
Je nach Art des Ventils führt der Antrieb eine lineare oder rotierende Bewegung aus, an welche der Stellungsregler angepasst ist. Universal einsetzbare Stellungsregler lassen sich über eine (Hebel-)Mechanik an beide Antriebsarten anpassen.

### Einfach- und doppeltwirkende Stellungsregler
Je nach Typ des Antriebs werden einfach- oder doppeltwirkende Stellungsregler benötigt.
Ein einfachwirkender Antrieb besitzt nur einen Eingang für die Stellenergie. Oft stellt dann eine Feder die Gegenkraft zur Verfügung, die bei Fehlen der Stellenergie das Ventil in die Ausgangslage zurückbewegt.
Doppeltwirkende Antriebe besitzen zwei Eingänge, somit wird für jede Antrieb- und Ventilbewegung Stellenergie benötigt.
Manche Stellungsregler werden als dreifach- oder vierfachwirkend bezeichnet. Diese setzen sich zusammen aus mehreren Stellungsreglern, die in einem Gehäuse untergebracht sind.

### Pneumatische Stellungsregler
Dieser Typ verwendet das pneumatische Einheitssignal 0,2–1,0 bar. Als Hilfsenergie wird Druckluft (typisch 6 bar) verwendet. Dieser Typ wird heute selten eingesetzt. Die derzeitigen Prozessleitsysteme können kostengünstig eigensichere Stellsignale erzeugen. Hierdurch entfällt der Vorteil dieses Typs im Hinblick auf explosionsgefährdete Bereiche.

### Elektrische Stellungsregler
Bei diesem Typ liegen Ein- und Ausgangssignal in elektrischer Form vor. Der Antrieb muss somit auch elektrisch sein. Als Spannungsquellen kommen ein- und dreiphasige Gleich- oder Wechselspannung in Betracht.
Elektrische Positioner werden meist in digitaler Form gebaut, um beispielsweise auch digitale Eingangssignale von Feldbussystemen (bspw. PROFIBUS) auswerten zu können und um z. B. komplexere Funktionen zur Bestimmung der Soll-Stellung realisieren zu können.
Der Vorteil dieses Typs liegt im minimalen Energieverbrauch bei erreichter Soll-Stellung, da nur noch der Stellungsregler mit Energie versorgt werden muss, nicht jedoch der Antrieb. Allerdings können diese Geräte in den seltensten Fällen im Ex-Bereich (explosionsgefährdeter Bereich) eingesetzt werden, da für die Bewegung des Antriebs oft enorme Energiemengen benötigt werden.

### Elektropneumatische und elektrohydraulische Stellungsregler
Diese Stellungsregler vereinen die Vorteile der beiden ersten Typen: Sie bieten Explosionsschutz (bei hinreichend kleiner Spannung), können mit Druckluft bzw. (ggf. schwer entflammbarer) Hydraulikflüssigkeit betrieben werden und können digitale Signale verarbeiten.
Das Eingangssignal wird mittels einer eingebauten Schaltung in den entsprechend nötigen Druck umgerechnet. Dann werden die Ventile des Stellungsreglers von der Elektronik so geöffnet, dass der Antrieb in die Soll-Stellung fährt.
Sie empfangen Signale in analoger Form (4–20 mA-Signal) oder auch in digitaler Form (PROFIBUS, Foundation Fieldbus etc.) und bieten die entsprechenden Funktionen (bspw. nicht-lineare Umwandlung des Eingangssignals in Stellwerte).
Dieser Typ ist der meistverbreitete, da er die Vorteile beider Welten bietet.

### Stetige Regler mit integriertem Stellungsregler
Bei industriellen Kompaktreglern (PID-Reglern) werden durch den integrierten Stellungsregler motorbetriebene Stellglieder in ihrer Position ausgeregelt. Das Stellglied wird durch den Regler über binäre Ansteuerung z. B. Relais, auf- oder zugefahren. Das Stellglied muss über eine Positionsrückmeldung verfügen. Diese Rückmeldung wird im einfachsten Falle durch einen Widerstandsschleifer bzw. ein Potentiometer dargestellt, und dem Regler zugeführt. Der unterlagerte Stellungsregler regelt nun zusätzlich den geforderten Öffnungsgrad (Stellgrad) des stetigen Reglers aus.
Viele (elektro-)pneumatische Stellungsregler können integriert angebaut werden, das heißt, die pneumatischen Verbindungen werden über Öffnungen in der Bodenplatte des Positioners realisiert. Diese Anbauart erfolgt üblicherweise nach Industrienormen (hauptsächlich NAMUR oder auch VDI/VDE 3847), um die Antriebe und Stellungsregler herstellerunabhängig einsetzen zu können.
Wenn dies nicht möglich ist, wird der Stellungsregler mit Halteklammern bzw. -klemmen an den Antrieb montiert, um die Stellungsrückmeldung zu realisieren. Dazu müssen aber pneumatische Leitungen verlegt werden.
Wenn auch diese Anbauart nicht realisierbar ist (wenn beispielsweise der Stellungsregler aus Explosionsschutzgründen nicht im Bereich des Ventils montiert werden darf), wird die Stellungsrückmeldung über so genannte NCS (Non contact sensors, berührungsfreie Sensoren) realisiert, die dann, neben der pneumatischen Verbindung, die einzigen Elemente des Reglers am Antrieb montiert werden.

## Einsatzbereiche
Stellungsregler werden häufig in der Automatisierungstechnik und der Prozessindustrie zur Ansteuerung von Stellantrieben eingesetzt.